# Tag des Seefahrers
Der Tag des Seefahrers (englisch Day of the Seafarer) ist ein seit 2011 jährlich begangener, internationaler Aktionstag am 25. Juni mit Fokus auf die Beschäftigten in der Schifffahrt. Der maritime Aktionstag wird von der Internationalen Seeschifffahrts-Organisation (IMO) zusätzlich zum bereits seit 1978 jährlich im September begangenen Weltschifffahrtstag organisiert.

## Geschichte
Im Zusammenhang mit den am 25. Juni 2010 auf einer IMO-Konferenz in Manila in der damaligen Amtszeit von IMO-Generalsekretär Efthimios Mitropoulos angenommenen sogenannten Manila Amendments zu dem seit 1978 bestehenden und von Zeit zu Zeit zu überarbeitenden internationalen STCW-Übereinkommen wurde 2010 beschlossen, den ersten Tag des Seefahrers 2011 auf internationaler Ebene zu begehen und dann jährlich am 25. Juni den Beitrag der Seeleute für die Weltwirtschaft in das öffentliche Bewusstsein zu rücken.

## Tag des Seefahrers in Deutschland
In verschiedenen deutschen Hafenstädten ist der internationale Tag  des Seefahrers ein jährlicher Anlass, um mit gemeinsamen Aktionen durch die Deutsche Seemannsmission, den Verband Deutscher Reeder und Ver.di die multinationale Berufsgruppe der Seeleute auch in Deutschland zu würdigen.
Generelle Ziele der IMO mit Aktionen zum internationalen Tag des Seefahrers sind:
- Steigerung des Bewusstseins der Öffentlichkeit für die Belange und Leistungen der Seeleute und des internationalen Seehandels.
- Wertschätzung der Seeleute mit deutlichem Signal aus der Gesellschaft, dass ihre Arbeit gesamtgesellschaftlich anerkannt und geschätzt wird.
- Verstärkung der Anstrengungen auf regulatorischer Ebene, damit Seeleute auch in Zukunft ihre Dienste anbieten können.[2]